# Ángel Felpeto
Ángel Felpeto Enríquez (n. 1947) es un educador y político español, que fue consejero de Educación, Cultura y Deportes del Gobierno de Castilla-La Mancha entre los años 2016 y 2019.

## Biografía

### Primeros años
don Ángel Felpeto Enríquez Nacido el 3 de octubre de 1947 en la parroquia gallega de San Juan de Alba, en el municipio lucense de Villalba. Entre 1959 y 1967 fue seminarista en el Seminario Santa Catalina de Mondoñedo, donde obtuvo un título en Filosofía. Posteriormente obtuvo un título de graduado social en la Universidad de Granada.
Profesor técnico de Formación profesional, ejerció de docente y de director en diferentes centros educativos en  Gálvez, Éibar y Toledo.

### Primera etapa en la política
Después de un período trabajando para la Junta de Comunidades de Castilla-La Mancha en programas educativos, Felpeto, requerido por el consejero de Educación José Valverde Serrano para ayudar en la implantación del sistema con las nuevas competencias adquiridas por la comunidad autónoma en materia de educación en el año 2000, en 2001 se convirtió en delegado en la provincia de Toledo de la Junta en el campo de Educación y Cultura. En 2007 fue incluido en el número 3 de la candidatura del Partido Socialista Obrero Español (PSOE) para las elecciones municipales en Toledo encabezada por Emiliano García-Page, con la cual este último fue investido para la alcaldía. Asumió las funciones de vicealcalde y de concejal del Área de Educación, Cultura, Fiestas, Juventud y Deportes durante la corporación 2007-2011.

### Vuelta a la política

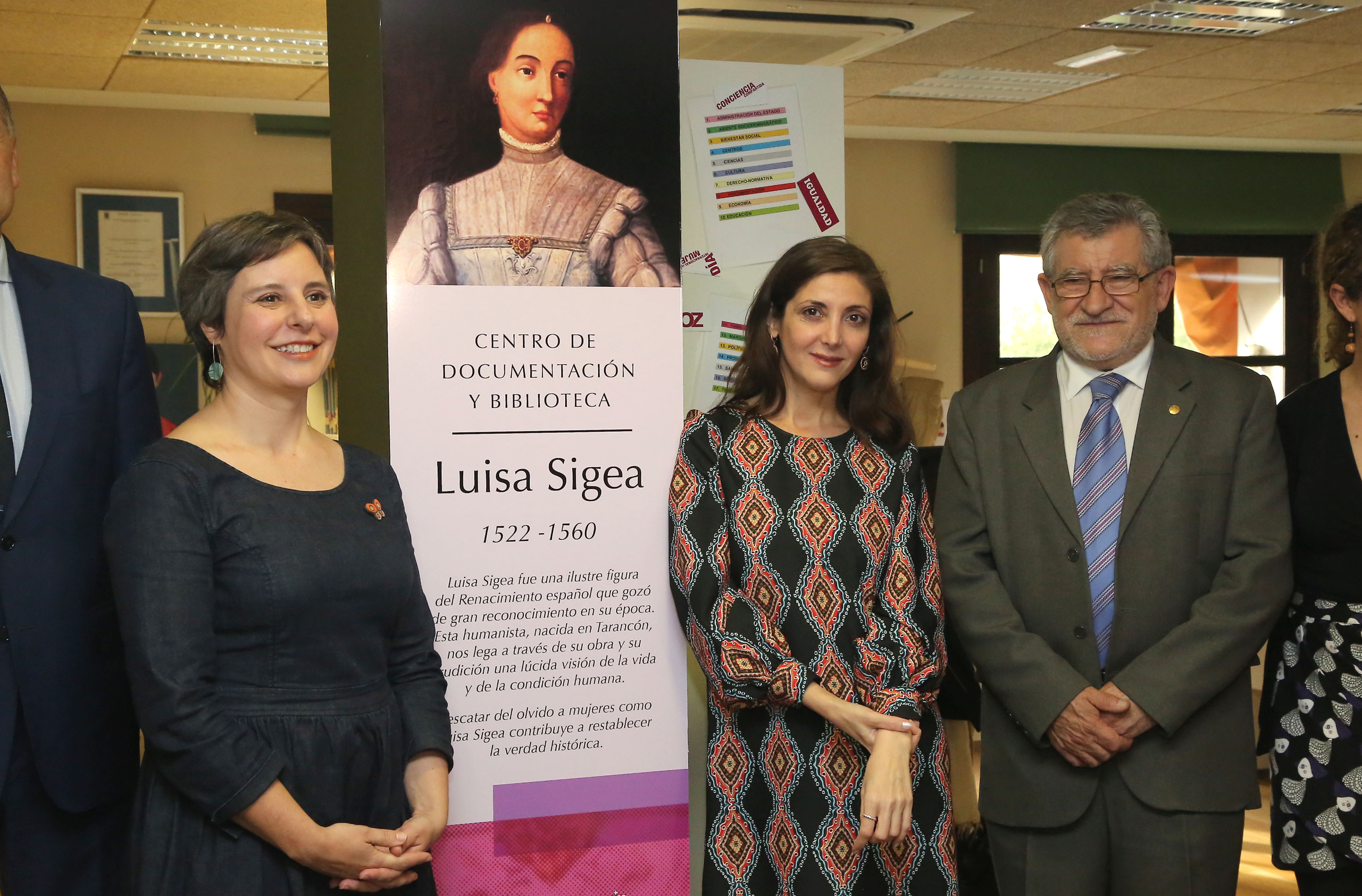
Fotografiado en octubre de 2016 junto a Espido Freire y Araceli Martínez durante la inauguración de la Biblioteca Luisa Sigea.

Jubilado y retirado de la política, el presidente de la Junta de Comunidades de Castilla-La Mancha García-Page consiguió convencer a Felpeto en 2016 para aceptar el cargo de consejero de Educación, Cultura y Deportes del gobierno regional, y sustituir así a Reyes Estévez Forneiro, con una gestión al frente de la consejería muy cuestionada. Tomó posesión del cargo el 6 de mayo en el Palacio de Fuensalida.